# Shanti mudra
Shanti mudra (Sanskriet: mudra is zegel of gebaar en shanti betekent vrede) is een mudra in hatha yoga. Een mudra is een term die teruggaat op de klassieke teksten van de veda's en betekent in dit geval dat de hand in een bepaalde stand wordt gehouden waardoor er prana op een bepaalde manier door geleid wordt. Mudra's worden voornamelijk beoefend tijdens het mediteren.
Bij de shanti mudra ligt de middelvinger op de wijsvinger. Aan de vingers wordt een verschillende betekenis toegeschreven. De wijsvinger wordt in verband gebracht met Jupiter en staat symbool voor het ego en expansie. De energieën zouden worden beheerst door onbewuste patronen. De middelvinger symboliseert de kracht van Saturnus. Door deze vinger zou het meest door karma geconditioneerde energie stromen en wordt daarom alleen gebruikt voor mudra's waarvoor sterke stabiliserende krachten nodig zijn.
Shanti mudra wordt zegenend gebaar genoemd, omdat voorwerpen die met de puntjes van de vingers worden aangeraakt worden, worden gezegend. Sommige yogi's zegenen er bijvoorbeeld het voedsel mee, door met de vingertoppen het bord aan te raken. De mantra die hierbij gebruikt wordt, is Om, shanti, shanti, shanti. In deze mudra maakt de middelvinger een boogje dat govinda wordt genoemd. De betekenis hiervan is dat wanneer de persoonlijkheid ondersteuning krijgt van het lot (middelvinger), er sprake is van individualiteit.